# Far from the Madding Crowd (film, 2015)
Far from the Madding Crowd är en brittisk dramafilm från 2015 i regi av Thomas Vinterberg. Filmens manus är baserat på Thomas Hardys roman Fjärran från vimlets yra från 1874. I huvudrollerna ses Carey Mulligan, Matthias Schoenaerts, Michael Sheen, Tom Sturridge och Juno Temple. 

## Handling
År 1870, i det viktorianska England, arbetar Bathsheba Everdene (Carey Mulligan) på en gård i Dorset. Gabriel Oak (Matthias Schoenaerts), en nyinflyttad granne, lägger märke till Bathsheba och blir kär i henne. Han friar, men den envisa Bathsheba avvisar honom, hon är för självständig för att det ska intressera henne. Bathsheba ärver därefter en gård och beger sig av för att driva den. Där får hon till granne bonden William Boldwood (Michael Sheen), även han friar till Bathsheba, men får samma svar. Istället möter hon den charmige sergeanten Frank Troy (Tom Sturridge), som har ett helt annat sätt än de andra friarna.

## Rollista i urval
- Carey Mulligan - Bathsheba Everdene
- Matthias Schoenaerts - Gabriel Oak
- Michael Sheen - William Boldwood
- Tom Sturridge - Sergeant Frank Troy
- Juno Temple - Fanny Robin
- Jessica Barden - Liddy
- Sam Phillips - Sergeant Doggett
- Tilly Vosburgh - Mrs. Hurst
- Rowan Hedley - Maryann Money
- Chris Gallarus - Billy Smallbury
- Connor Webb - Köpman
- Penny-Jane Swift - Mrs. Coggan
- Rosie Masson - Soberness Miller
- Alex Channon - Temperance Miller
- Shaun Ward - Bonde
- Roderick Swift - Everdene bonde
- Don J. Whistance - Konstapel
- Jamie Lee-Hill - Laban Tall